# Стефан Цонев
Стефан Иванов Цонев е български просветен деец, етнограф, юрист и общественик от Македония.

## Биография
Цонев е роден в 1864 година в Горна Джумая, тогава в Османската империя, днес Благоевград, България. Заедно с родителите си се установява да живее в Дупница след 1879 година. Цонев завършва Априловската гимназия в Габрово. По време на Сръбско-българската война се записва в доброволческия Ученически легион. След войната работи като учител в Брезник и Дупница, където заема и административни длъжности. Иван Цонев издирва и събира фолклорни материали от Горноджумайския край като някои от тях публикува. В 1907 година, като адвокат в Дупница, дарява 30 турски лири на Горноджумайската българска църковна община в памет на баща му Иван Цонев - Баба̀та (1829 - 1907).
Умира в София в 1919 година.